# Boisset-et-Gaujac
Boisset-et-Gaujac este o comună în departamentul Gard din sudul Franței. În 2009 avea o populație de 2.302 de locuitori.

## Evoluția populației
| An        | 1975 | 1982  | 1990  | 1999  | 2006  | 2009  |
| --------- | ---- | ----- | ----- | ----- | ----- | ----- |
| Populație | 918  | 1.106 | 1.548 | 1.787 | 2.204 | 2.302 |